# Pimpinella komarovii
Pimpinella komarovii là một loài thực vật có hoa trong họ Hoa tán. Loài này được (Kitag.) Shan & F.T. Pu miêu tả khoa học đầu tiên năm 1985.